# Chorinea timandra
Chorinea timandra är en fjärilsart som beskrevs av Saunders 1849. Chorinea timandra ingår i släktet Chorinea och familjen Riodinidae. Inga underarter finns listade i Catalogue of Life.